# 움베르토 데 라 카예

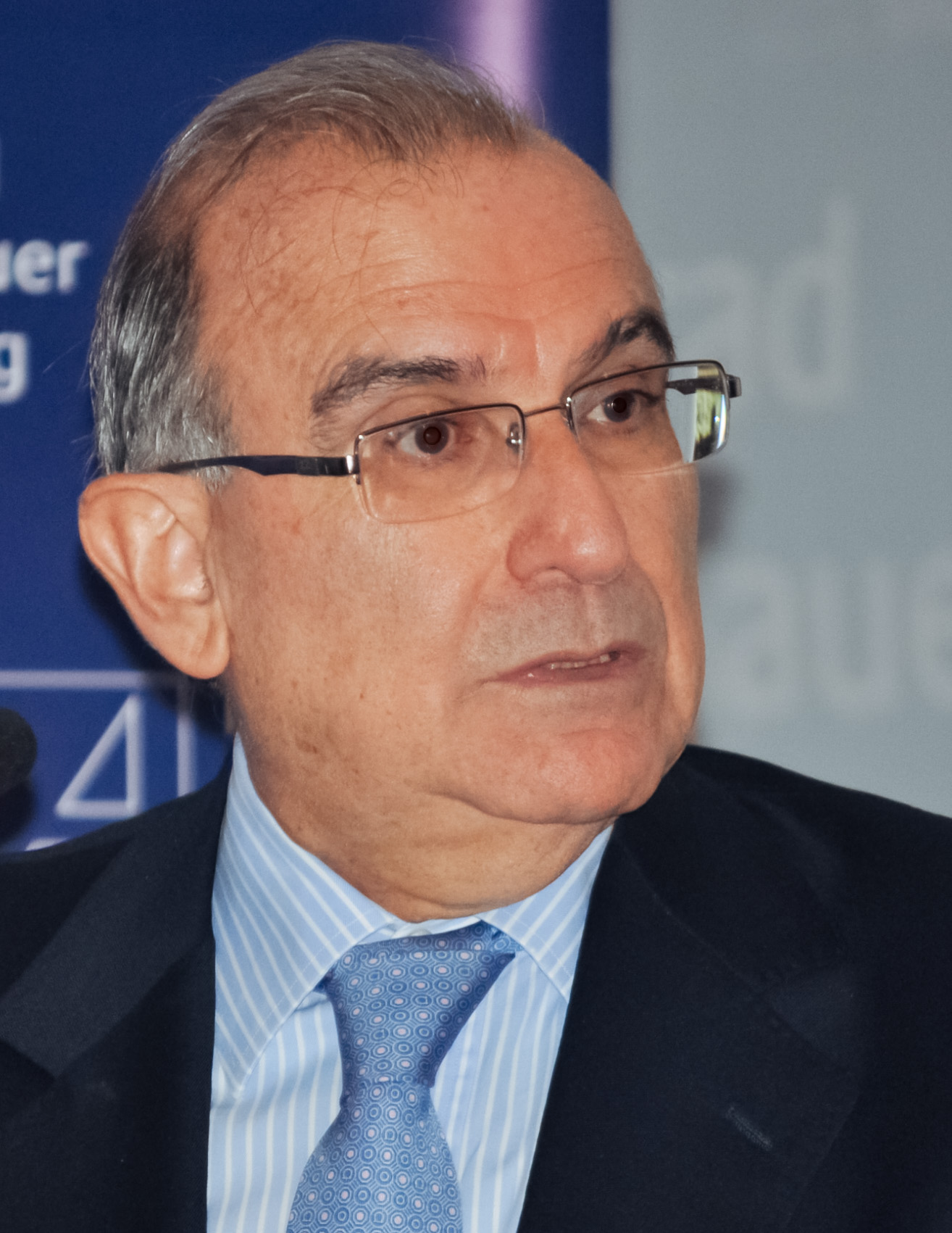
움베르토 데 라 카예(2013년)

움베르토 데 라 카예 롬바나(스페인어: Humberto De la Calle Lombana, 스페인어 발음: [umˈbeɾto ðe la ˈkaʝe lomˈbana], 1946년 7월 14일~)는 콜롬비아의 변호사 출신 정치인이다. 자유당 소속이며, 1990년 세사르 가비리아 대통령에 의해 내무장관으로 임명되어 2년을 재직했다. 1993년 이듬해 열릴 대선을 앞두고 자유당 경선에 도전했지만 에르네스토 삼페르에 밀려 후보가 되지는 못했다. 다만 삼페르가 데 라 카예를 러닝메이트로 지명했으며, 대선에서 무난하게 당선되어 4년간 부통령으로 일했다.
1998년 보수당의 안드레스 파스트라나가 당선되었지만, 자유당 당적을 유지한 상태로 파스트라나와 행보를 같이하였다. 덕분에 2000년 내무장관으로 다시 등용되어 1년을 재직했다. 2001년 미주 기구의 콜롬비아대사로 선출되어 2년을 재직했다.
2010년대 초반에는 FARC와의 평화협정에서 중요한 역할을 하였다. 한편으로 자유당이 국민통합사회당과 연대하면서 다시 여권의 수뇌부로 복귀했고, 2018년 자유당의 대통령 후보로서 대선에 도전하게 된다. 그러나 지지율은 5% 내외로 당선 가능성은 적다.